# Atherina lopeziana
Atherina lopeziana is een straalvinnige vissensoort uit de familie van koornaarvissen (Atherinidae). De wetenschappelijke naam van de soort is voor het eerst geldig gepubliceerd in 1961 door Rossignol & Blache.